# Fribourg
Acest articol are ca temă orașul elvețian Freiburg im Üechtland. Pentru alte sensuri vezi Freiburg (dezambiguizare).
Fribourg (în franceză: Fribourg, germană: Freiburg im Üechtland, italiană Friburgo, romanșă Friburg) este capitala cantonului elvețian Fribourg, situat pe râul Saane (în germană) sau râul Sarine (în franceză).

## Câteva cifre
- Suprafață: 9,2801 km²
- Altitudine: altitudine medie de 610 m; cel mai înalt punct este Schönberg (702 m)
- Populație 31.700 locuitori (2000)
- Limbi: franceză (cca. 21.240 locuitori) și germană (cca. 8.288 locuitori)

## Istorie
Orașul a fost fondat în 1157 de Berchtold al IV-lea von Zähringen. 
Este membru al Confederației Elvețiene din 1481.

## Educație
- Universitatea Fribourg
- Școlile și Universitatea sunt bilingve (franco-germane). Este posibilă participarea la cursuri în oricare dintre aceste limbi, la orice nivel.

## Atracții turistice

### Muzee
- Muzeul Mașinilor de Cusut Elvețiene și al Obiectelor Ciudate
- Muzeul Marionetelor
- Muzeul berii Cardinal

### Sculpturi și monumente arhitectonice
- Catedrala Sf. Nicolae
- fântâna sculptorului Jean Tinguely
- cele 11 fântâni alegorice (Forța, Virtutea, Fidelitatea...)
- vestigiile celui mai complicat sistem de fortificații medievale din Elveția

### Manifestări culturale
- festivaluri de orgă,
- congrese de povestitori
- procesiuni catolice
- Parada Jazz una dintre cele mai mari manifestări dedicate jazzului tradițional și modern

## Diverse
Cantonul și capitala împart același nume, dar au steme diferite.

## Galerie de imagini

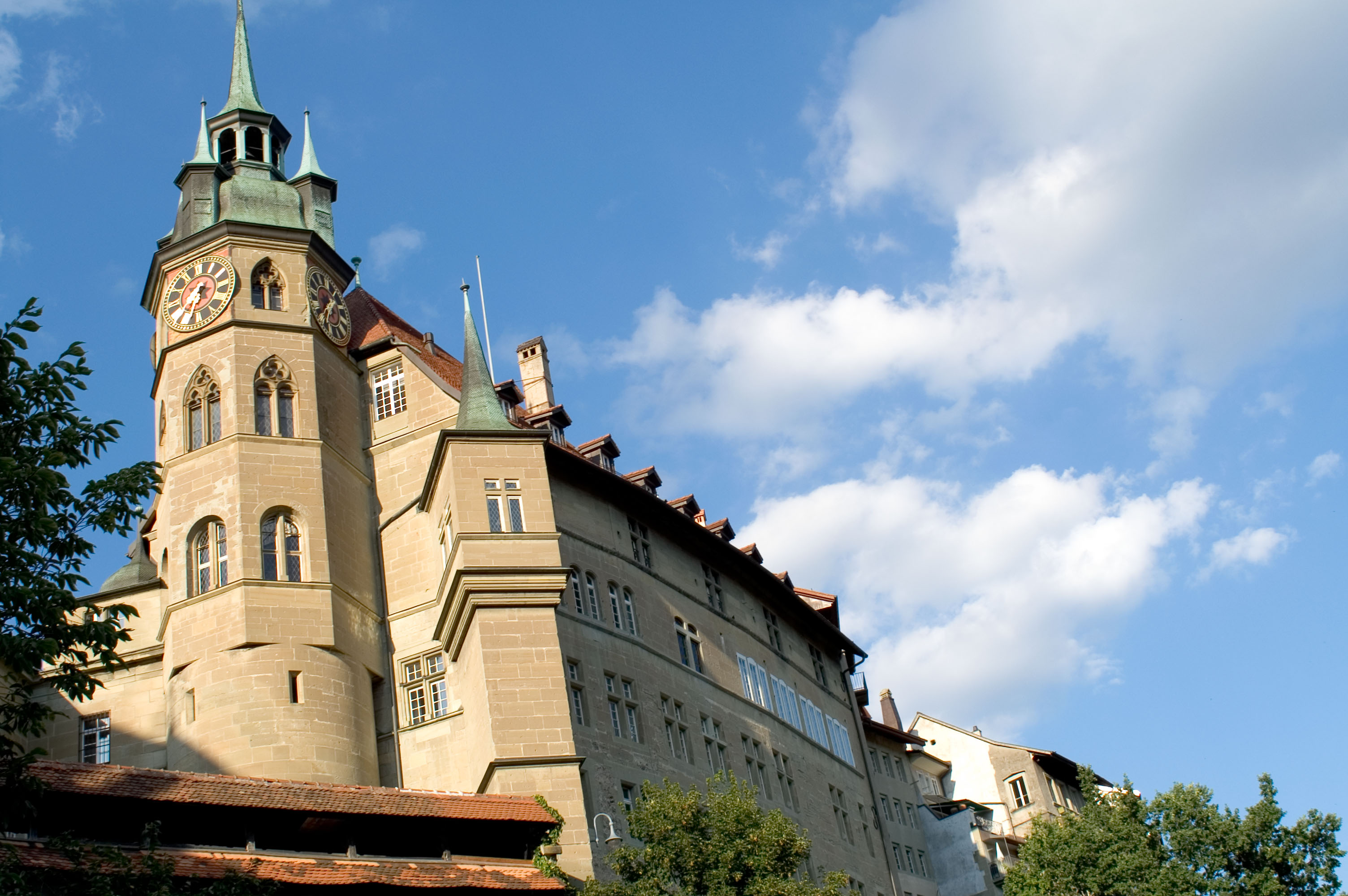
Fribourg (primăria)
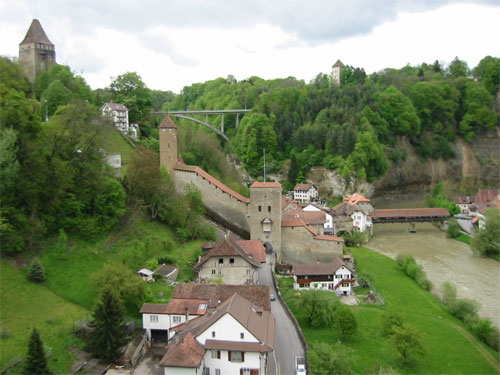
Fribourg (râul Saane/Sarine din apropierea orașului)
Stema orașului Fribourg

1. ↑  Arealstatistik Standard - Gemeinden nach 4 Hauptbereichen (în germană), Bundesamt für Statistik[*], accesat în 13 ianuarie 2019